# FA Cup 1971/72
Der FA Cup 1971/72 war die 91. Austragung des The Football Association Challenge Cup (meist als FA Cup bekannt).
Der Pokalwettbewerb startete mit der Qualifikation zwischen dem 4. September 1971 und dem 18. November 1971. Die Hauptrunde begann anschließend ab dem 20. November 1971 und endete mit dem Finale in Wembley in London am 6. Mai 1972 vor einer Kulisse von offiziell 100.000 Zuschauern. Sieger des Wettbewerbs wurde zum ersten Mal Leeds United. Unterlegener Finalist war der FC Arsenal.

## Wettbewerb

### Erste Hauptrunde
| Datum             |                        | Ergebnis |                     |
| ----------------- | ---------------------- | -------- | ------------------- |
| 20. November 1971 | AFC Bournemouth        | 11:0     | FC Margate          |
| 20. November 1971 | AFC Barrow             | 0:2      | FC Darlington       |
| 20. November 1971 | Basingstoke Town       | 1:5      | Northampton Town    |
| 20. November 1971 | Blackburn Rovers       | 1:1      | Port Vale           |
| 20. November 1971 | Bolton Wanderers       | 3:0      | Bangor City         |
| 20. November 1971 | Bridgwater Town        | 0:3      | FC Reading          |
| 20. November 1971 | Brighton & Hove Albion | 7:1      | Hillingdon Borough  |
| 20. November 1971 | Bristol Rovers         | 3:0      | Telford United      |
| 20. November 1971 | Cambridge United       | 2:1      | FC Weymouth         |
| 20. November 1971 | FC Chester             | 1:1      | Mansfield Town      |
| 20. November 1971 | FC Chesterfield        | 3:0      | Oldham Athletic     |
| 20. November 1971 | Colchester United      | 1:4      | Shrewsbury Town     |
| 20. November 1971 | Crawley Town           | 0:0      | Exeter City         |
| 20. November 1971 | Crewe Alexandra        | 0:1      | Blyth Spartans      |
| 20. November 1971 | Doncaster Rovers       | 1:2      | Stockport County    |
| 20. November 1971 | Ellesmere Port Town    | 0:3      | Boston United       |
| 20. November 1971 | FC Enfield             | 2:0      | Maidenhead United   |
| 20. November 1971 | Frickley Colliery      | 2:2      | Rotherham United    |
| 20. November 1971 | FC Gillingham          | 3:2      | Plymouth Argyle     |
| 20. November 1971 | Guildford City         | 0:0      | FC Dover            |
| 20. November 1971 | Hartlepool United      | 6:1      | FC Scarborough      |
| 20. November 1971 | Kettering Town         | 2:4      | FC Barnet           |
| 20. November 1971 | FC King’s Lynn         | 0:0      | Hereford United     |
| 20. November 1971 | Lincoln City           | 1:2      | FC Bury             |
| 20. November 1971 | Notts County           | 6:0      | AFC Newport County  |
| 20. November 1971 | Redditch United        | 1:1      | Peterborough United |
| 20. November 1971 | AFC Rochdale           | 1:3      | FC Barnsley         |
| 20. November 1971 | Skelmersdale United    | 0:4      | Tranmere Rovers     |
| 20. November 1971 | FC South Shields       | 3:3      | Scunthorpe United   |
| 20. November 1971 | Southend United        | 1:0      | Aston Villa         |
| 20. November 1971 | FC Southport           | 1:3      | AFC Workington      |
| 20. November 1971 | Swansea City           | 1:1      | FC Brentford        |
| 20. November 1971 | Torquay United         | 1:0      | Nuneaton Borough    |
| 20. November 1971 | FC Walsall             | 4:1      | FC Dagenham         |
| 20. November 1971 | Wigan Athletic         | 2:1      | Halifax Town        |
| 20. November 1971 | Witney United          | 0:3      | FC Romford          |
| 20. November 1971 | AFC Wrexham            | 5:1      | Bradford City       |
| 20. November 1971 | York City              | 4:2      | Grimsby Town        |
| 23. November 1971 | Rossendale United      | 1:0      | FC Altrincham       |
| 24. November 1971 | FC Aldershot           | 4:2      | FC Alvechurch       |

#### Wiederholungsspiele
| Datum             |                     | Ergebnis |                   |
| ----------------- | ------------------- | -------- | ----------------- |
| 22. November 1971 | FC Brentford        | 2:3      | Swansea City      |
| 22. November 1971 | Mansfield Town      | 4:3      | FC Chester        |
| 22. November 1971 | Peterborough United | 6:0      | Redditch United   |
| 22. November 1971 | Port Vale           | 3:1      | Blackburn Rovers  |
| 23. November 1971 | Rotherham United    | 4:0      | Frickley Colliery |
| 24. November 1971 | FC Dover            | 0:2      | Guildford City    |
| 24. November 1971 | Exeter City         | 2:0      | Crawley Town      |
| 24. November 1971 | Hereford United     | 1:0      | FC King’s Lynn    |
| 29. November 1971 | Scunthorpe United   | 2:3      | FC South Shields  |

### Zweite Hauptrunde
| Datum             |                        | Ergebnis |                   |
| ----------------- | ---------------------- | -------- | ----------------- |
| 11. Dezember 1971 | AFC Bournemouth        | 2:0      | Southend United   |
| 11. Dezember 1971 | FC Barnet              | 1:4      | Torquay United    |
| 11. Dezember 1971 | FC Barnsley            | 0:0      | FC Chesterfield   |
| 11. Dezember 1971 | Blyth Spartans         | 1:0      | Stockport County  |
| 11. Dezember 1971 | Boston United          | 2:1      | Hartlepool United |
| 11. Dezember 1971 | Brighton & Hove Albion | 1:1      | FC Walsall        |
| 11. Dezember 1971 | Bristol Rovers         | 3:0      | Cambridge United  |
| 11. Dezember 1971 | Hereford United        | 0:0      | Northampton Town  |
| 11. Dezember 1971 | Mansfield Town         | 2:2      | Tranmere Rovers   |
| 11. Dezember 1971 | Peterborough United    | 4:0      | FC Enfield        |
| 11. Dezember 1971 | Port Vale              | 1:0      | FC Darlington     |
| 11. Dezember 1971 | FC Reading             | 1:0      | FC Aldershot      |
| 11. Dezember 1971 | FC Romford             | 0:1      | FC Gillingham     |
| 11. Dezember 1971 | Rossendale United      | 1:4      | Bolton Wanderers  |
| 11. Dezember 1971 | Rotherham United       | 1:1      | York City         |
| 11. Dezember 1971 | Shrewsbury Town        | 2:1      | Guildford City    |
| 11. Dezember 1971 | FC South Shields       | 1:3      | Notts County      |
| 11. Dezember 1971 | Swansea City           | 0:0      | Exeter City       |
| 11. Dezember 1971 | AFC Workington         | 1:3      | FC Bury           |
| 11. Dezember 1971 | AFC Wrexham            | 4:0      | Wigan Athletic    |

#### Wiederholungsspiele
| Datum             |                  | Ergebnis |                        |
| ----------------- | ---------------- | -------- | ---------------------- |
| 13. Dezember 1971 | York City        | 2:3      | Rotherham United       |
| 14. Dezember 1971 | Northampton Town | 2:2      | Hereford United        |
| 14. Dezember 1971 | FC Walsall       | 2:1      | Brighton & Hove Albion |
| 15. Dezember 1971 | FC Chesterfield  | 1:0      | FC Barnsley            |
| 15. Dezember 1971 | Exeter City      | 0:1      | Swansea City           |
| 15. Dezember 1971 | Tranmere Rovers  | 4:2      | Mansfield Town         |
| 20. Dezember 1971 | Hereford United  | 2:1      | Northampton Town       |

### Dritte Hauptrunde
| Datum           |                         | Ergebnis |                     |
| --------------- | ----------------------- | -------- | ------------------- |
| 15. Januar 1972 | Birmingham City         | 3:0      | Port Vale           |
| 15. Januar 1972 | FC Blackpool            | 0:1      | FC Chelsea          |
| 15. Januar 1972 | Blyth Spartans          | 2:2      | FC Reading          |
| 15. Januar 1972 | Bolton Wanderers        | 2:1      | Torquay United      |
| 15. Januar 1972 | Boston United           | 0:1      | FC Portsmouth       |
| 15. Januar 1972 | FC Burnley              | 0:1      | Huddersfield Town   |
| 15. Januar 1972 | FC Bury                 | 1:1      | Rotherham United    |
| 15. Januar 1972 | Charlton Athletic       | 0:0      | Tranmere Rovers     |
| 15. Januar 1972 | Crystal Palace          | 2:2      | FC Everton          |
| 15. Januar 1972 | Derby County            | 2:0      | Shrewsbury Town     |
| 15. Januar 1972 | Leeds United            | 4:1      | Bristol Rovers      |
| 15. Januar 1972 | Manchester City         | 1:1      | FC Middlesbrough    |
| 15. Januar 1972 | FC Millwall             | 3:1      | Nottingham Forest   |
| 15. Januar 1972 | Norwich City            | 0:3      | Hull City           |
| 15. Januar 1972 | FC Orient               | 3:0      | AFC Wrexham         |
| 15. Januar 1972 | Oxford United           | 0:3      | FC Liverpool        |
| 15. Januar 1972 | Peterborough United     | 0:2      | Ipswich Town        |
| 15. Januar 1972 | Preston North End       | 4:2      | Bristol City        |
| 15. Januar 1972 | Queens Park Rangers     | 1:1      | FC Fulham           |
| 15. Januar 1972 | Sheffield United        | 1:3      | Cardiff City        |
| 15. Januar 1972 | FC Southampton          | 1:1      | Manchester United   |
| 15. Januar 1972 | Stoke City              | 2:1      | FC Chesterfield     |
| 15. Januar 1972 | AFC Sunderland          | 3:0      | Sheffield Wednesday |
| 15. Januar 1972 | Swansea City            | 1:0      | FC Gillingham       |
| 15. Januar 1972 | Swindon Town            | 0:2      | FC Arsenal          |
| 15. Januar 1972 | Tottenham Hotspur       | 1:1      | Carlisle United     |
| 15. Januar 1972 | FC Walsall              | 1:0      | AFC Bournemouth     |
| 15. Januar 1972 | FC Watford              | 1:4      | Notts County        |
| 15. Januar 1972 | West Bromwich Albion    | 1:2      | Coventry City       |
| 15. Januar 1972 | West Ham United         | 2:1      | Luton Town          |
| 15. Januar 1972 | Wolverhampton Wanderers | 1:1      | Leicester City      |
| 24. Januar 1972 | Newcastle United        | 2:2      | Hereford United     |

#### Wiederholungsspiele
| Datum           |                   | Ergebnis |                         |
| --------------- | ----------------- | -------- | ----------------------- |
| 17. Januar 1972 | Tranmere Rovers   | 4:2      | Charlton Athletic       |
| 18. Januar 1972 | Carlisle United   | 1:3      | Tottenham Hotspur       |
| 18. Januar 1972 | FC Everton        | 3:2      | Crystal Palace          |
| 18. Januar 1972 | FC Fulham         | 2:1      | Queens Park Rangers     |
| 18. Januar 1972 | FC Middlesbrough  | 1:0      | Manchester City         |
| 19. Januar 1972 | Leicester City    | 2:0      | Wolverhampton Wanderers |
| 19. Januar 1972 | Manchester United | 4:1      | FC Southampton          |
| 19. Januar 1972 | FC Reading        | 6:1      | Blyth Spartans          |
| 24. Januar 1972 | Rotherham United  | 2:1      | FC Bury                 |
| 5. Februar 1972 | Hereford United   | 2:1      | Newcastle United        |

### Vierte Hauptrunde
| Datum           |                   | Ergebnis |                   |
| --------------- | ----------------- | -------- | ----------------- |
| 5. Februar 1972 | Birmingham City   | 1:0      | Ipswich Town      |
| 5. Februar 1972 | FC Chelsea        | 3:0      | Bolton Wanderers  |
| 5. Februar 1972 | Derby County      | 6:0      | Notts County      |
| 5. Februar 1972 | FC Everton        | 2:1      | FC Walsall        |
| 5. Februar 1972 | Huddersfield Town | 3:0      | FC Fulham         |
| 5. Februar 1972 | Leicester City    | 0:2      | FC Orient         |
| 5. Februar 1972 | FC Liverpool      | 0:0      | Leeds United      |
| 5. Februar 1972 | FC Millwall       | 2:2      | FC Middlesbrough  |
| 5. Februar 1972 | FC Portsmouth     | 2:0      | Swansea City      |
| 5. Februar 1972 | Preston North End | 0:2      | Manchester United |
| 5. Februar 1972 | FC Reading        | 1:2      | FC Arsenal        |
| 5. Februar 1972 | Tottenham Hotspur | 2:0      | Rotherham United  |
| 5. Februar 1972 | Tranmere Rovers   | 2:2      | Stoke City        |
| 9. Februar 1972 | Cardiff City      | 1:1      | AFC Sunderland    |
| 9. Februar 1972 | Coventry City     | 0:1      | Hull City         |
| 9. Februar 1972 | Hereford United   | 0:0      | West Ham United   |

#### Wiederholungsspiele
| Datum            |                  | Ergebnis |                 |
| ---------------- | ---------------- | -------- | --------------- |
| 8. Februar 1972  | FC Middlesbrough | 2:1      | FC Millwall     |
| 9. Februar 1972  | Leeds United     | 2:0      | FC Liverpool    |
| 9. Februar 1972  | Stoke City       | 2:0      | Tranmere Rovers |
| 14. Februar 1972 | AFC Sunderland   | 1:1      | Cardiff City    |
| 14. Februar 1972 | West Ham United  | 3:1      | Hereford United |
| 16. Februar 1972 | Cardiff City     | 3:1      | AFC Sunderland  |

### Fünfte Hauptrunde
| Datum            |                   | Ergebnis |                   |
| ---------------- | ----------------- | -------- | ----------------- |
| 26. Februar 1972 | Birmingham City   | 3:1      | FC Portsmouth     |
| 26. Februar 1972 | Cardiff City      | 0:2      | Leeds United      |
| 26. Februar 1972 | Derby County      | 2:2      | FC Arsenal        |
| 26. Februar 1972 | FC Everton        | 0:2      | Tottenham Hotspur |
| 26. Februar 1972 | Huddersfield Town | 4:2      | West Ham United   |
| 26. Februar 1972 | Manchester United | 0:0      | FC Middlesbrough  |
| 26. Februar 1972 | FC Orient         | 3:2      | FC Chelsea        |
| 26. Februar 1972 | Stoke City        | 4:1      | Hull City         |

#### Wiederholungsspiele
| Datum            |                  | Ergebnis |                   |
| ---------------- | ---------------- | -------- | ----------------- |
| 29. Februar 1972 | FC Arsenal       | 0:0      | Derby County      |
| 29. Februar 1972 | FC Middlesbrough | 0:3      | Manchester United |
| 13. März 1972    | Derby County     | 0:1      | FC Arsenal        |

### Sechste Hauptrunde
| Datum         |                   | Ergebnis |                   |
| ------------- | ----------------- | -------- | ----------------- |
| 18. März 1972 | Birmingham City   | 3:1      | Huddersfield Town |
| 18. März 1972 | Leeds United      | 2:1      | Tottenham Hotspur |
| 18. März 1972 | Manchester United | 1:1      | Stoke City        |
| 18. März 1972 | FC Orient         | 0:1      | FC Arsenal        |

#### Wiederholungsspiel
| Datum         |            | Ergebnis |                   |
| ------------- | ---------- | -------- | ----------------- |
| 22. März 1972 | Stoke City | 2:1      | Manchester United |

### Halbfinale
Die ersten beiden Spiele wurden am 15. April 1972 und das Wiederholungsspiel am 19. April 1972 ausgetragen.
|              | Ergebnis |                 | Ort        |
| ------------ | -------- | --------------- | ---------- |
| Leeds United | 3:0      | Birmingham City | Sheffield  |
| FC Arsenal   | 1:1      | Stoke City      | Birmingham |

#### Wiederholungsspiel
|            | Ergebnis |            | Ort       |
| ---------- | -------- | ---------- | --------- |
| FC Arsenal | 2:1      | Stoke City | Liverpool |

### Finale
| Leeds United                             | Leeds United | FC Arsenal | FC Arsenal |
| ---------------------------------------- | --- | --- | ---------- |
| Leeds United                             | \| Finale \| \| Samstag, 6. Mai 1972 in London (Wembley) \| \| Ergebnis: 1:0 (0:0) \| \| Zuschauer: 100.000 \| \| Schiedsrichter: David Smith \| \| Spielbericht \|               | \| Finale \| \| Samstag, 6. Mai 1972 in London (Wembley) \| \| Ergebnis: 1:0 (0:0) \| \| Zuschauer: 100.000 \| \| Schiedsrichter: David Smith \| \| Spielbericht \|                                     | FC Arsenal |
| Leeds United                             | David Harvey – Paul Reaney, Paul Madeley – Billy Bremner, Jack Charlton, Norman Hunter – Peter Lorimer, Allan Clarke, Mick Jones, Johnny Giles, Eddie Gray Cheftrainer: Don Revie | Geoff Barnett – Pat Rice, Bob McNab – Peter Storey, Frank McLintock, Peter Simpson – George Armstrong, Alan Ball, Charlie George, John Radford (73. Ray Kennedy), George Graham Cheftrainer: Bertie Mee | FC Arsenal |
| Leeds United                             | 1:0 Allan Clarke (53.) | | FC Arsenal |
| Finale                                   | | |            |
| Samstag, 6. Mai 1972 in London (Wembley) | | |            |
| Ergebnis: 1:0 (0:0)                      | | |            |
| Zuschauer: 100.000                       | | |            |
| Schiedsrichter: David Smith              | | |            |
| Spielbericht                             | | |            |